# Väike-Pahila
Väike-Pahila – wieś w Estonii, w prowincji Sarema, w gminie Orissaare. 1 stycznia 2007 roku wieś zamieszkiwały 33 osoby.